# Villé
Villé é uma comuna francesa na região administrativa de Grande Leste, no departamento Baixo Reno. Estende-se por uma área de 2,84 km². Em 2010 a comuna tinha 1 851 habitantes (densidade: 651,8 hab./km²).